# Pierre Gouffault
Pierre Gouffault (* 23. April 1924 in Paris; † 20. Dezember 2009 ebenda) war ein französischer Widerstandskämpfer gegen den Nationalsozialismus in Frankreich, KZ-Häftling von 1943 bis 1945 und Präsident des  Internationalen Sachsenhausen-Komitees.

## Familie, Widerstandskampf und Gefangener im KZ
Als infolge von Verwundungen des  Ersten Weltkriegs sein Vater im Jahre 1929 starb, wurde er gemeinsam mit seinem Bruder von seiner Mutter allein aufgezogen. Aus Protest über die Behandlung seiner jüdischen Mitbürger schlossen sich im Jahre 1942 seine Mutter, Pierre Gouffault und sein Bruder dem französischen Widerstand gegen die NS-Besatzung an. Seine Familienangehörigen wurden am 13. Dezember 1942 verhaftet und in das Internierungslager Compiègne verbracht. Danach erfolgte der Abtransport in das KZ Sachsenhausen, wo er am 25. Januar 1943 eintraf. Dort wurde er unter der Häftlingsnummer 59.092 registriert. Es folgte seine Verlegung in das Außenlager Heinkelwerke, wo er nur durch den Beistand anderer Gefangener überleben konnte. Später wurde er im Außenlager Klinkerwerk inhaftiert.

## Befreiung und Rückkehr nach Paris
Bevor im April 1945 das KZ Sachsenhausen von alliierten Streitkräften befreit wurde, kam es zu einem Todesmarsch der restlichen Gefangenen. So kam er erst am 2. Mai 1945 in der Umgebung von Wittstock/Dosse frei. Er kehrte nach Paris zurück und traf dort seine Mutter und seinen Bruder wieder, die die Verschleppung ebenfalls überlebt hatten. Dort betätigte er sich in einem Metallverarbeitungsbetrieb und wurde Personalchef von etwa 1000 Beschäftigten.

## Tätigkeit im Amicale, Mitarbeit an Gedenkstätten
Im Jahre 1955 nahm er erstmals an einem Treffen der französischen Häftlingsvereinigung (Amicale) in Oranienburg teil, gemeinsam mit seiner Frau Lucienne. Danach wurde der Kreis ehemaliger französischer KZ-Häftlinge von Oranienburg-Sachsenhausen zum Schwerpunkt seines Lebens. Im Jahre 1984 wurde er Generalsekretär der Amicale für Oranienburg-Sachsenhausen. Seit 1993 wirkte er im Beirat der Stiftung Brandenburgische Gedenkstätten mit.

## Präsidentschaft Sachsenhausen-Komitee, Geschichtspark Klinkerwerk
Seit 2002 leitete er als Präsident das Internationale Sachsenhausen-Komitee, dessen Schatzmeister er zuvor 28 Jahre lang war. Ab 1993 hatte er maßgeblich an der Gestaltung und Erhaltung der Gedenkstätten mitgewirkt. Zuletzt setzte er sich für einen Geschichtspark Klinkerwerk ein, da er dort Zwangsarbeit leisten musste. Doch als nach zwölf Jahren immer noch keine Fortschritte für das Projekt zu sehen waren, äußerte er im Frühjahr 2009 seine Verbitterung darüber.